# Rákollóvirág

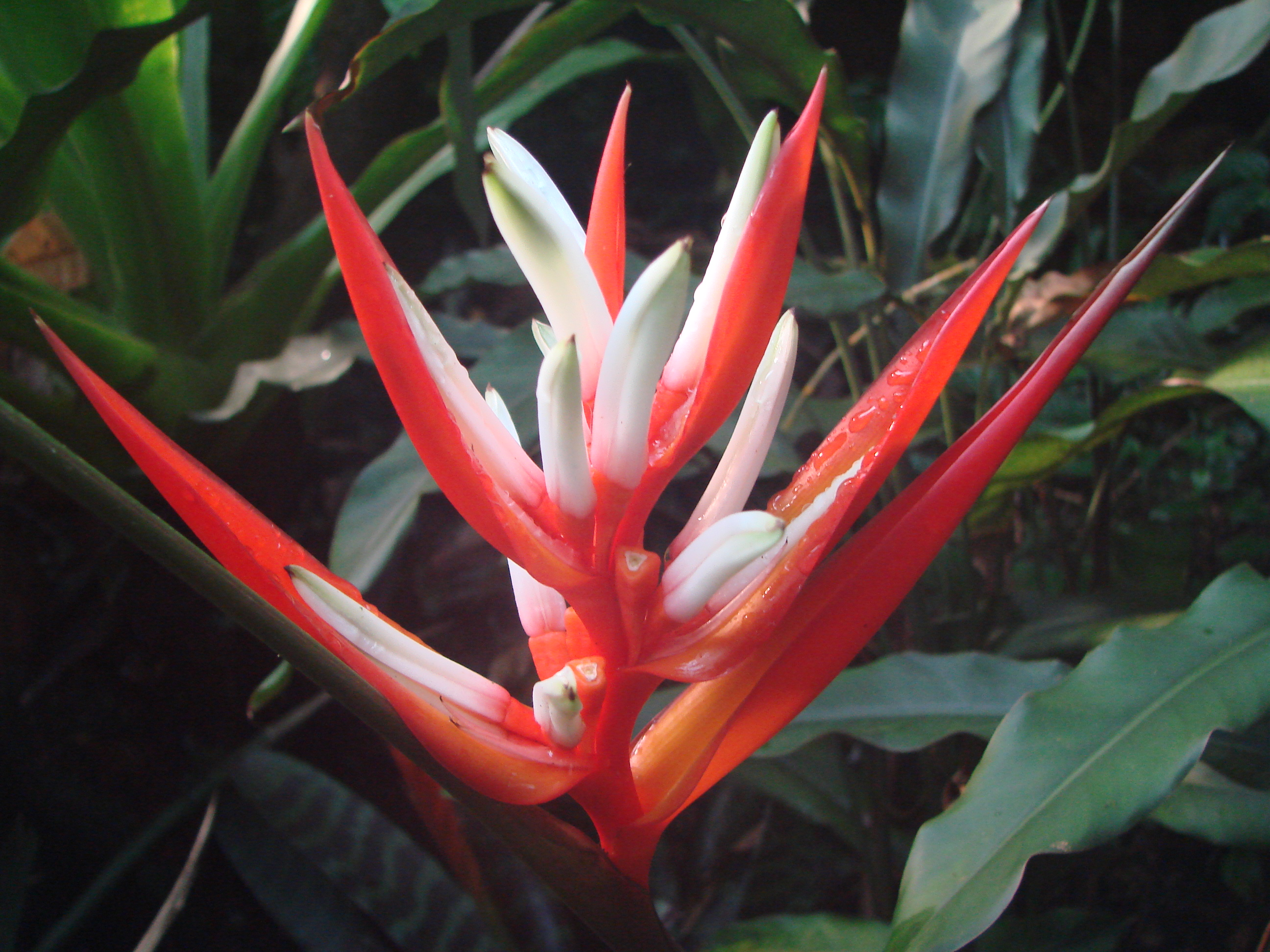
Heliconia angusta

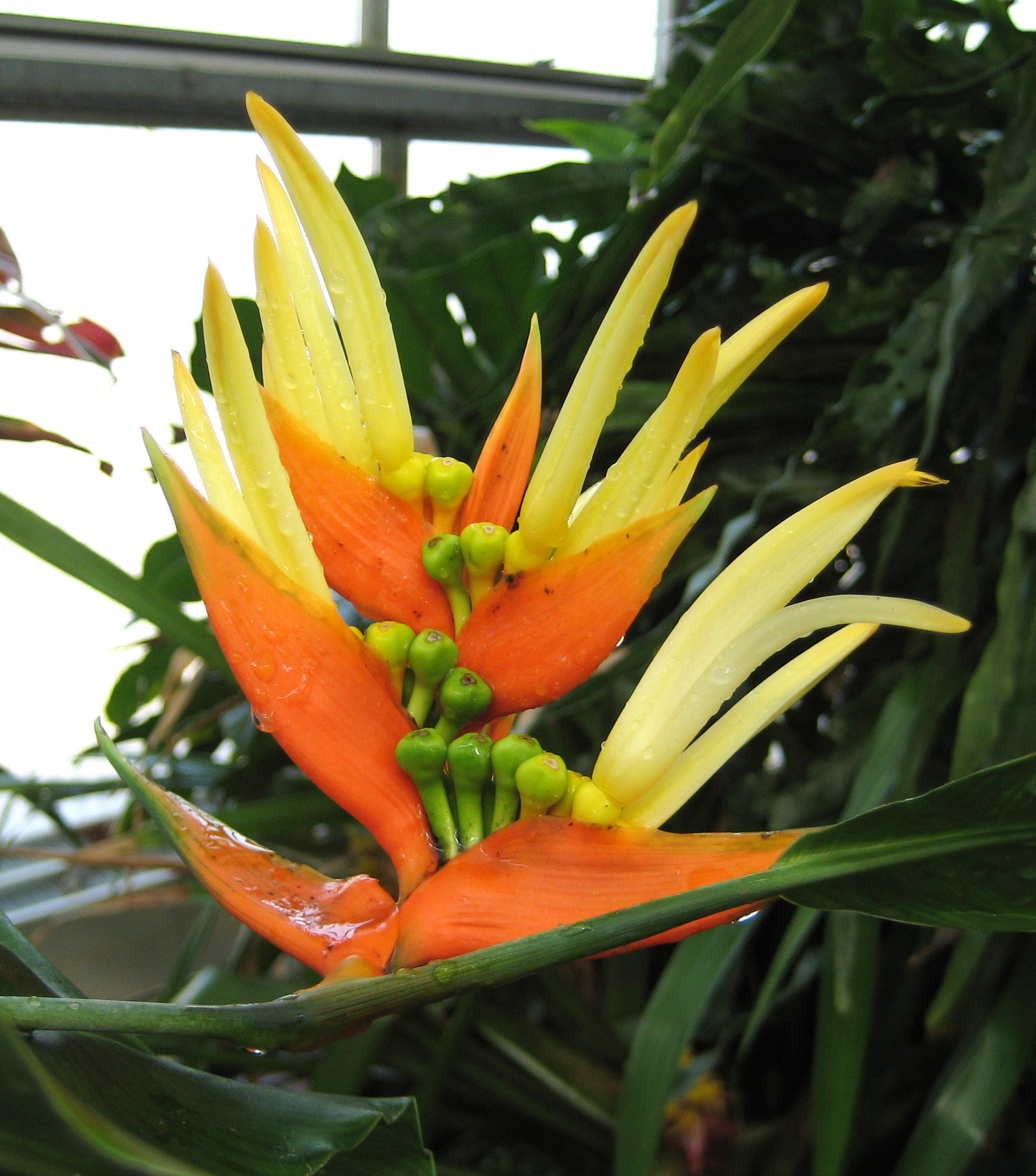
Heliconia aurantiaca

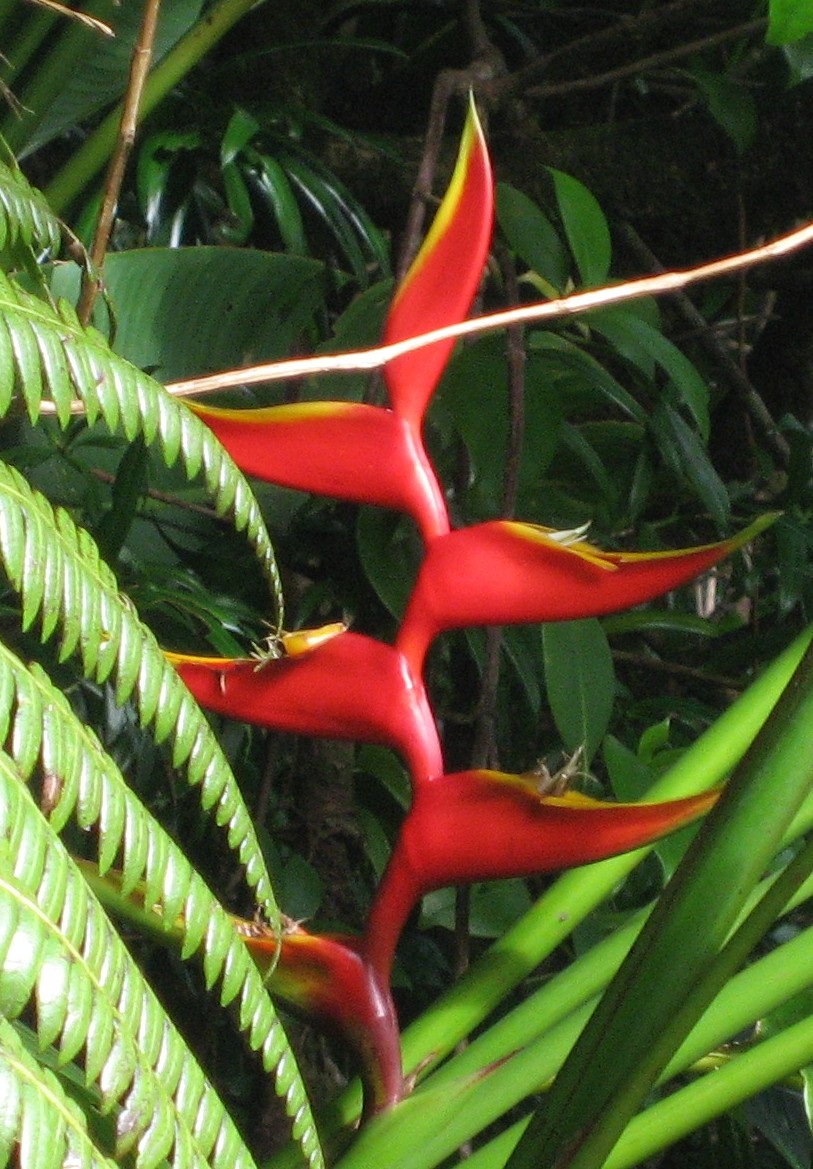
Heliconia bihai

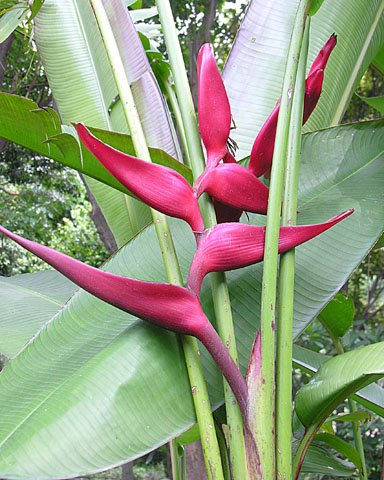
Heliconia bourgaeana

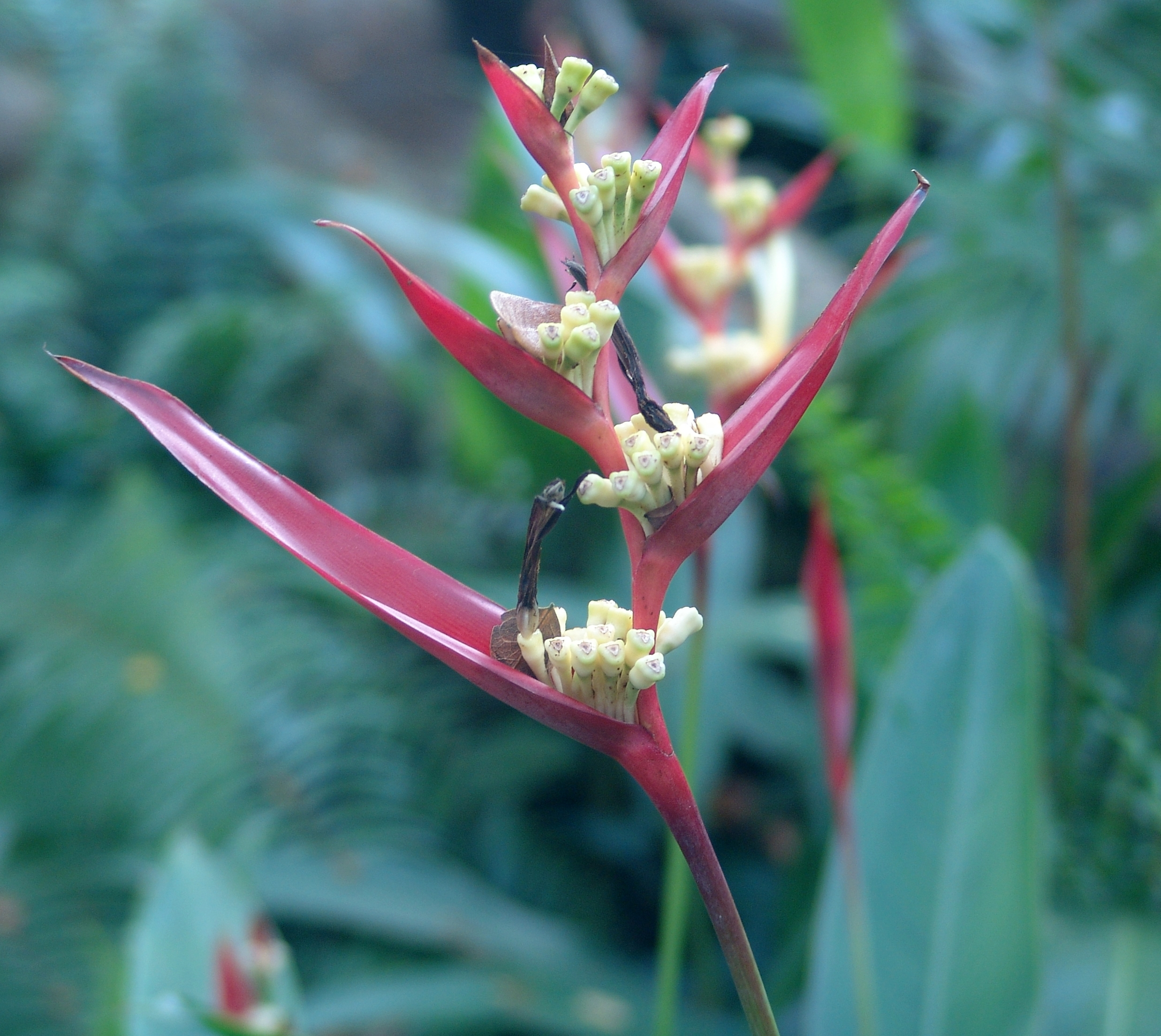
Heliconia burleana

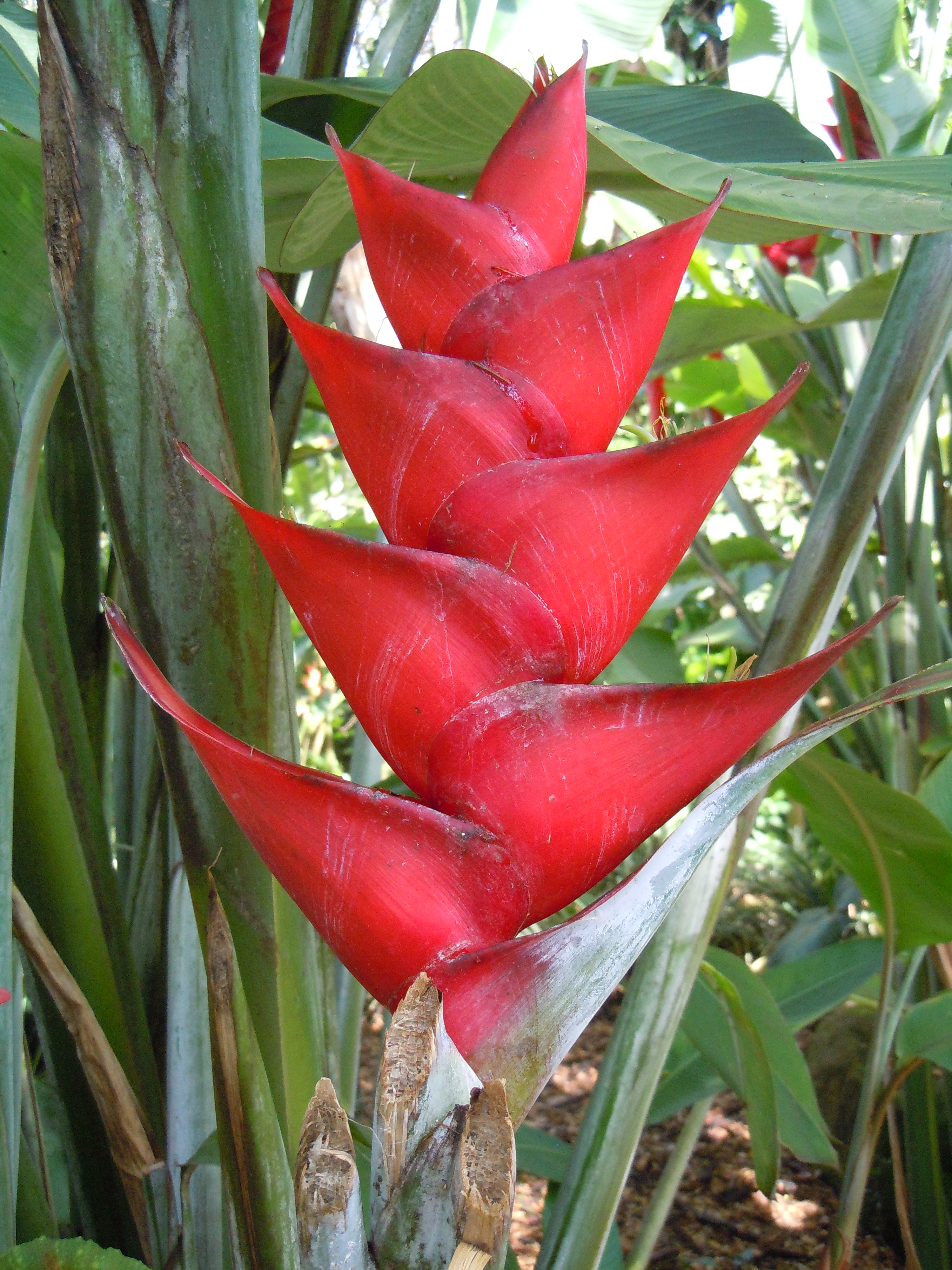
Heliconia caribaea

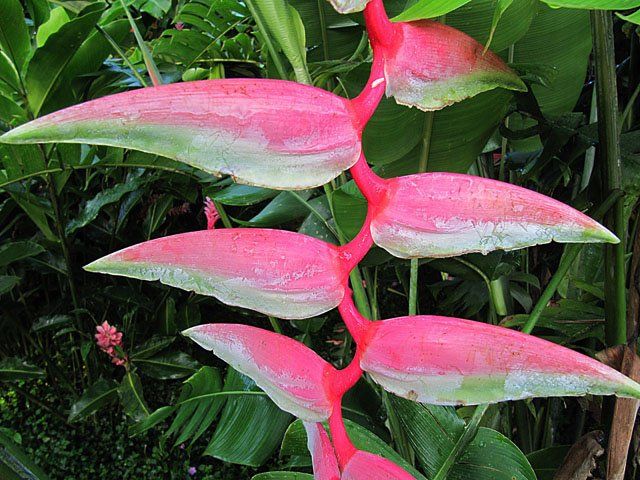
Heliconia chartacea

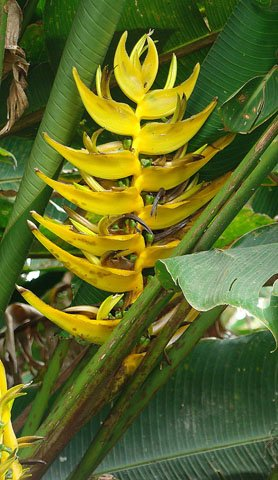
Heliconia clinophila

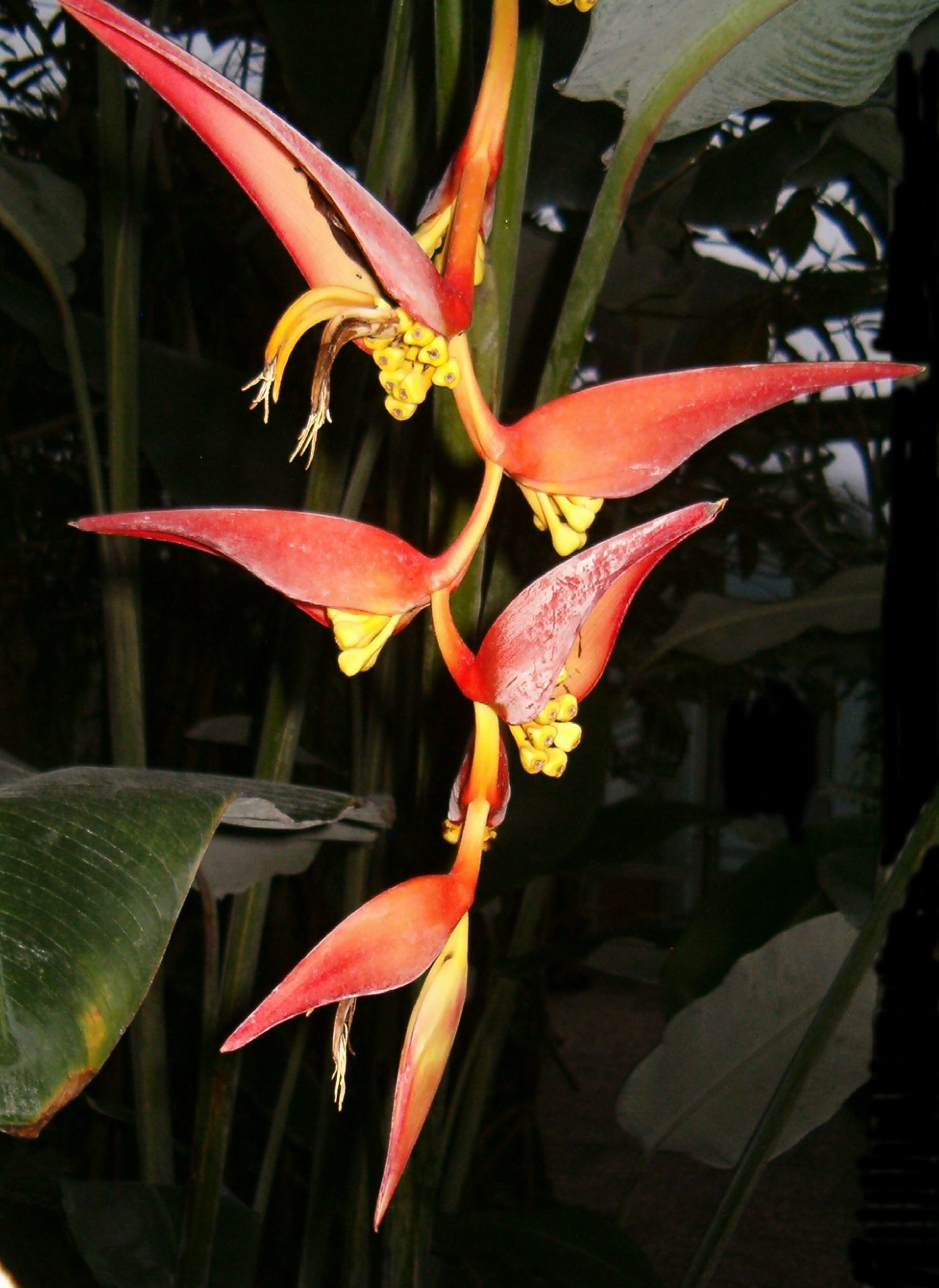
Heliconia collinsiana

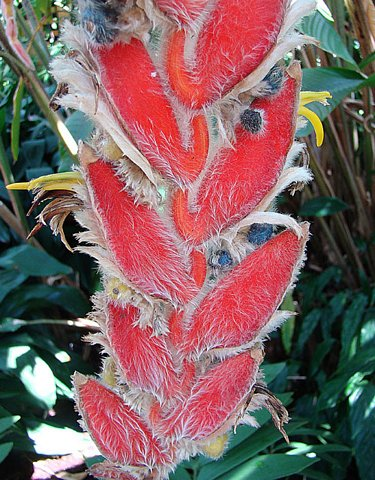
Heliconia danielsiana

A rákollóvirág (Heliconia) az egyszikűek (Liliopsida) osztályának a gyömbérvirágúak (Zingiberales) rendjébe, ezen belül a Heliconiaceae családjába tartozó nemzetség.

## Rendszerezés
A nemzetségbe az alábbi 201 faj és hibrid tartozik:
- Heliconia abaloi G.Morales, Phytologia 55: 14 (1984).
- Heliconia acuminata A.Rich., Nova Acta Phys.-Med. Acad. Caes. Leop.-Carol. Nat. Cur. 15(Suppl.): 26 (1831).
- Heliconia adflexa (Griggs) Standl., J. Wash. Acad. Sci. 17: 162 (1927).
- Heliconia aemygdiana Burle-Marx, Bradea 1: 379 (1974).
- Heliconia albicosta (G.S.Daniels & F.G.Stiles) L.Andersson, Opera Bot. 111: 59 (1992).
- Heliconia angelica Abalo & G.Morales, Phytologia 52: 390 (1983).
- Heliconia angusta Vell., Fl. Flumin. 3: 106, t. 20 (1829).
- Heliconia antioquiensis Abalo & G.Morales, Phytologia 57: 44 (1985).
- Heliconia apparicioi Barreiros, Rodriguésia 28: 129 (1976).
- Heliconia arrecta W.J.Kress & Betancur, Caldasia 17: 184 (1993).
- Heliconia atratensis Abalo & G.Morales, Phytologia 51: 14 (1982).
- Heliconia atropurpurea G.S.Daniels & F.G.Stiles, Brenesia 15(Supl.): 15 (1979).
- Heliconia aurantiaca Ghiesbr. ex Lem., Ill. Hort. 9: t. 332 (1862).
- Heliconia auriculata Barreiros, Bradea 3: 103 (1980).
- Heliconia badilloi Abalo & G.Morales, Phytologia 54: 416 (1983).
- Heliconia barryana W.J.Kress, Selbyana 9: 165 (1986).
- Heliconia beckneri R.R.Sm., Phytologia 30: 210 (1975).
- Heliconia bella W.J.Kress, Selbyana 9: 158 (1986).
- Heliconia berriziana Abalo & G.Morales, Phytologia 57: 46 (1985).
- Heliconia berryi Abalo & G.Morales, Bol. Soc. Venez. Ci. Nat. 44: 140 (1991).
- Heliconia bihai (L.) L., Mant. Pl. 2: 211 (1771). - típusfaj
- Heliconia boultoniana Abalo & G.Morales, Phytologia 51: 16 (1982).
- Heliconia bourgaeana Petersen in C.F.P.von Martius & auct. suc. (eds.), Fl. Bras. 3(3): 14 (1890).
- Heliconia brachyantha L.Andersson, Opera Bot. 82: 64 (1985).
- Heliconia brenneri Abalo & G.Morales, Phytologia 52: 392 (1983).
- Heliconia burleana Abalo & G.Morales, Phytologia 52: 394 (1983).
- Heliconia calatheaphylla G.S.Daniels & F.G.Stiles, Brenesia 15(Supl.): 17 (1979).
- Heliconia caquetensis Abalo & G.Morales, Phytologia 51: 18 (1982).
- Heliconia carajaensis Barreiros, Bradea 3: 104 (1980).
- Heliconia caribaea Lam., Encycl. 1: 426 (1785).
- Heliconia carmelae Abalo & G.Morales, Phytologia 51: 22 (1982).
- Heliconia chartacea Lane ex Barreiros, Revista Brasil. Biol. 32: 205 (1972).
- Heliconia chrysocraspeda Abalo & G.Morales, Phytologia 51: 24 (1982).
- Heliconia clinophila R.R.Sm., Phytologia 30: 212 (1975).
- Heliconia colgantea R.R.Sm. ex G.S.Daniels & F.G.Stiles, Brenesia 15(Supl.): 18 (1979).
- Heliconia collinsiana Griggs, Bull. Torrey Bot. Club 30: 648 (1903).
- Heliconia combinata Abalo & G.Morales, Phytologia 54: 418 (1983).
- Heliconia cordata L.Andersson, Opera Bot. 82: 109 (1985).
- Heliconia crassa Griggs, Bull. Torrey Bot. Club 30: 646 (1903).
- Heliconia cristata Barreiros, Bol. Mus. Bot. Kuhlmann 8: 6 (1985).
- Heliconia cucullata W.J.Kress & L.Andersson, Selbyana 11: 49 (1989).
- Heliconia curtispatha Petersen in C.F.P.von Martius & auct. suc. (eds.), Fl. Bras. 3(3): 15 (1890).
- Heliconia danielsiana W.J.Kress, J. Arnold Arbor. 65: 507 (1984).
- Heliconia darienensis L.Andersson, Opera Bot. 111: 69 (1992).
- Heliconia dasyantha K.Koch & C.D.Bouché, Index Seminum (B) 1854: 12 (1855).
- Heliconia densiflora Verl., Rev. Hort. (Paris) 41: 274 (1869).
- Heliconia dielsiana Loes., Biblioth. Bot. 29: 70 (1937).
- Heliconia donstonea W.J.Kress & Betancur, Caldasia 17: 186 (1993).
- Heliconia episcopalis Vell., Fl. Flumin. 3: 107, t. 22 (1829).
- Heliconia estherae Abalo & G.Morales, Phytologia 51: 28 (1982).
- Heliconia estiletioides Abalo & G.Morales, Phytologia 51: 30 (1982).
- Heliconia excelsa L.Andersson, Fl. Ecuador 22(221): 64 (1985).
- Heliconia farinosa Raddi, Mem. Mat. Fis. Soc. Ital. Sci. Modena, Pt. Mem. Fis. 18: 393 (1820).
- Heliconia faunorum W.J.Kress & L.Andersson, Selbyana 11: 52 (1989).
- Heliconia fernandezii Abalo & G.Morales, Phytologia 51: 32 (1982).
- Heliconia × flabellata Abalo & G.Morales, Phytologia 52: 398 (1983).
- Heliconia foreroi Abalo & G.Morales, Bol. Soc. Venez. Ci. Nat. 44: 162 (1991).
- Heliconia fragilis Abalo & G.Morales, Phytologia 51: 34 (1982).
- Heliconia fredberryana W.J.Kress, Brittonia 43: 253 (1991 publ. 1992).
- Heliconia fugax L.Andersson, Opera Bot. 82: 43 (1985).
- Heliconia gaiboriana Abalo & G.Morales, Bol. Soc. Venez. Ci. Nat. 44: 142 (1991).
- Heliconia gigantea W.J.Kress & Betancur, Caldasia 17: 188 (1993).
- Heliconia gloriosa Abalo & G.Morales, Bol. Soc. Venez. Ci. Nat. 44: 156 (1991).
- Heliconia gracilis G.S.Daniels & F.G.Stiles, Brenesia 15(Supl.): 21 (1979).
- Heliconia griggsiana L.B.Sm., Contr. Gray Herb. 124: 6 (1939).
- Heliconia harlingii L.Andersson, Fl. Ecuador 22(221): 66 (1985).
- Heliconia hirsuta L.f., Suppl. Pl.: 158 (1782).
- Heliconia holmquistiana Abalo & G.Morales, Bol. Soc. Venez. Ci. Nat. 44: 164 (1991).
- Heliconia huilensis Abalo & G.Morales, Phytologia 51: 36 (1982).
- Heliconia ignescens G.S.Daniels & F.G.Stiles, Brenesia 15(Supl.): 22 (1979).
- Heliconia imbricata (Kuntze) Baker, Ann. Bot. (Oxford) 7: 191 (1893).
- Heliconia impudica Abalo & G.Morales, Phytologia 52: 400 (1983).
- Heliconia indica Lam., Encycl. 1: 426 (1785).
- Heliconia intermedia Abalo & G.Morales, Phytologia 54: 422 (1983).
- Heliconia irrasa R.R.Sm., Phytologia 30: 66 (1975).
- Heliconia julianii Barreiros, Rodriguésia 28: 130 (1976).
- Heliconia juruana Loes., Beibl. Bot. Jahrb. Syst. 117: 7 (1916).
- Heliconia kautzkiana Emygdio & E.Santos, Bradea 4: 350 (1987).
- Heliconia lanata (P.S.Green) W.J.Kress, Allertonia 6: 40 (1990).
- Heliconia lankesteri Standl., J. Wash. Acad. Sci. 17: 162 (1927).
- Heliconia lasiorachis L.Andersson, Opera Bot. 82: 82 (1985).
- Heliconia latispatha Benth., Bot. Voy. Sulphur: 170 (1846).
- Heliconia laufao W.J.Kress, Allertonia 6: 33 (1990).
- Heliconia laxa Abalo & G.Morales, Phytologia 51: 38 (1982).
- Heliconia lentiginosa Abalo & G.Morales, Phytologia 57: 48 (1985).
- Heliconia librata Griggs, Bull. Torrey Bot. Club 30: 649 (1903).
- Heliconia lingulata Ruiz & Pav., Fl. Peruv. 3: 71 (1802).
- Heliconia litana W.J.Kress, Brittonia 43: 255 (1991 publ. 1992).
- Heliconia longiflora R.R.Sm., Phytologia 36: 255 (1977).
- Heliconia longissima Abalo & G.Morales, Phytologia 51: 40 (1982).
- Heliconia lophocarpa G.S.Daniels & F.G.Stiles, Brenesia 15(Supl.): 31 (1979).
- Heliconia lourteigiae Emygdio & E.Santos, Bol. Mus. Nac. Rio de Janeiro, Bot., n.s., 43: 1 (1977).
- Heliconia lozanoi Abalo & G.Morales, Phytologia 57: 50 (1985).
- Heliconia luciae Barreiros, Bol. Mus. Paraense Emilio Gouldi, Bot. 8: 157 (1992 publ. 1993).
- Heliconia lutea W.J.Kress, Selbyana 9: 163 (1986).
- Heliconia luteoviridis Abalo & G.Morales, Phytologia 51: 42 (1982).
- Heliconia lutheri W.J.Kress, Brittonia 43: 256 (1991 publ. 1992).
- Heliconia maculata W.J.Kress, J. Arnold Arbor. 62: 244 (1981).
- Heliconia magnifica W.J.Kress, J. Arnold Arbor. 62: 246 (1981).
- Heliconia × mantenensis B.R.Silva, Senna V. & Emygdio, Bol. Mus. Nac. Rio de Janeiro, Bot., n.s., 122: 3 (2003).
- Heliconia marginata (Griggs) Pittier, Man. Pl. Usual. Venez.: 299 (1926).
- Heliconia mariae Hook.f., J. Proc. Linn. Soc., Bot. 7: 69 (1864).
- Heliconia markiana Abalo & G.Morales, Bol. Soc. Venez. Ci. Nat. 44: 144 (1991).
- Heliconia mathiasiae G.S.Daniels & F.G.Stiles, Brenesia 15(Supl.): 33 (1979).
- Heliconia meridensis Klotzsch, Linnaea 20: 462 (1847).
- Heliconia metallica Planch. & Linden ex Hook., Bot. Mag. 88: t. 5315 (1862).
- Heliconia monteverdensis G.S.Daniels & F.G.Stiles, Brenesia 15(Supl.): 34 (1979).
- Heliconia mooreana R.R.Sm., Fl. Novo-Galiciana 15: 83 (1989).
- Heliconia mucilagina Abalo & G.Morales, Phytologia 51: 44 (1982).
- Heliconia mucronata Barreiros, Revista Brasil. Biol. 33: 157 (1973).
- Heliconia mutisiana Cuatrec., Trab. Mus. Nac. Ci. Nat., Ser. Bot. 29: 5 (1935).
- Heliconia nariniensis Abalo & G.Morales, Phytologia 51: 46 (1982).
- Heliconia necrobracteata W.J.Kress, J. Arnold Arbor. 62: 248 (1981).
- Heliconia × nickeriensis Maas & de Rooij, Acta Bot. Neerl. 28: 91 (1979).
- Heliconia nigripraefixa Dodson & A.H.Gentry, Selbyana 2: 296 (1978).
- Heliconia nitida Abalo & G.Morales, Phytologia 51: 48 (1982).
- Heliconia nubigena L.Andersson, Opera Bot. 111: 58 (1992).
- Heliconia nutans Woodson, Ann. Missouri Bot. Gard. 26: 276 (1939).
- Heliconia obscura Dodson & A.H.Gentry, Selbyana 2: 297 (1978).
- Heliconia obscuroides L.Andersson, Fl. Ecuador 22(221): 71 (1985).
- Heliconia oleosa Abalo & G.Morales, Phytologia 51: 50 (1982).
- Heliconia orthotricha L.Andersson, Nordic J. Bot. 1: 781 (1981 publ. 1982).
- Heliconia osaensis Cufod., Arch. Bot. (Forlì) 9: 189 (1933).
- Heliconia paka A.C.Sm., Contr. U. S. Natl. Herb. 37: 69 (1967).
- Heliconia paludigena Abalo & G.Morales, Phytologia 52: 402 (1983).
- Heliconia papuana W.J.Kress, Allertonia 6: 30 (1990).
- Heliconia pardoi Abalo & G.Morales, Bol. Soc. Venez. Ci. Nat. 44: 146 (1991).
- Heliconia pastazae L.Andersson, Fl. Ecuador 22(221): 46 (1985).
- Heliconia peckenpaughii Abalo & G.Morales, Bol. Soc. Venez. Ci. Nat. 44: 148 (1991).
- Heliconia pendula Wawra, Oesterr. Bot. Z. 13: 8 (1963).
- Heliconia penduloides Loes., Beibl. Bot. Jahrb. Syst. 117: 6 (1916).
- Heliconia peteriana Abalo & G.Morales, Bol. Soc. Venez. Ci. Nat. 44: 150 (1991).
- Heliconia × plagiotropa Abalo & G.Morales, Phytologia 52: 404 (1983).
- Heliconia platystachys Baker, Ann. Bot. (Oxford) 7: 199 (1893).
- Heliconia pogonantha Cufod., Arch. Bot. (Forlì) 9: 191 (1933).
- Heliconia pruinosa Loes., Beibl. Bot. Jahrb. Syst. 117: 7 (1916).
- Heliconia pseudoaemygdiana Emygdio & E.Santos, Bradea 3: 370 (1983).
- papagájbanán (Heliconia psittacorum)[1] L.f., Suppl. Pl.: 158 (1782).
- Heliconia ramonensis G.S.Daniels & F.G.Stiles, Brenesia 15(Supl.): 39 (1979).
- Heliconia × rauliniana Barreiros, Phytotaxa 161: 173 (2014).
- Heliconia regalis L.Andersson, Fl. Ecuador 22(221): 52 (1985).
- Heliconia reptans Abalo & G.Morales, Phytologia 51: 52 (1982).
- Heliconia reticulata (Griggs) H.J.P.Winkl. in H.G.A.Engler, Nat. Pflanzenfam. ed. 2, 15a: 536 (1930).
- Heliconia revoluta (Griggs) Standl., Publ. Field Columb. Mus., Bot. Ser. 8: 4 (1930).
- Heliconia rhodantha Abalo & G.Morales, Phytologia 51: 54 (1982).
- Heliconia richardiana Miq., Linnaea 18: 70 (1844).
- Heliconia rigida Abalo & G.Morales, Phytologia 51: 56 (1982).
- Heliconia riopalenquensis Dodson & A.H.Gentry, Selbyana 2: 298 (1978).
- Heliconia rivularis Emygdio & E.Santos, Bol. Mus. Nac. Rio de Janeiro, Bot., n.s., 43: 5 (1977).
- Heliconia robertoi Abalo & G.Morales, Phytologia 57: 52 (1985).
- Heliconia robusta Pax, Repert. Spec. Nov. Regni Veg. 7: 107 (1909).
- Heliconia rodriguensis Aristeg., Gen. Heliconia Venez.: 6 (1961).
- Heliconia rodriguezii F.G.Stiles, Brenesia 19-20: 222 (1982).
- Heliconia rostrata Ruiz & Pav., Fl. Peruv. 3: 71 (1802).
- Heliconia samperiana W.J.Kress & Betancur, Caldasia 31: 100 (2009).
- Heliconia sanctae-martae L.Andersson, Opera Bot. 82: 34 (1985).
- Heliconia sanctae-theresae Abalo & G.Morales, Phytologia 57: 54 (1985).
- Heliconia santaremensis Barreiros, Bradea 3: 103 (1980).
- Heliconia sarapiquensis G.S.Daniels & F.G.Stiles, Brenesia 15(Supl.): 41 (1979).
- Heliconia scarlatina Abalo & G.Morales, Phytologia 51: 58 (1982).
- Heliconia schiedeana Klotzsch, Linnaea 20: 463 (1847).
- Heliconia schumanniana Loes., Beibl. Bot. Jahrb. Syst. 117: 12 (1916).
- Heliconia sclerotricha Abalo & G.Morales, Phytologia 52: 406 (1983).
- Heliconia secunda R.R.Sm., Phytologia 30: 214 (1975).
- Heliconia sessilis W.J.Kress, J. Arnold Arbor. 62: 251 (1981).
- Heliconia signa-hispanica Abalo & G.Morales, Phytologia 54: 428 (1983).
- Heliconia solomonensis W.J.Kress, Allertonia 6: 36 (1990).
- Heliconia spathocircinata Aristeg., Gen. Heliconia Venez.: 14 (1961).
- Heliconia spiralis Abalo & G.Morales, Phytologia 54: 430 (1983).
- Heliconia spissa Griggs, Bull. Torrey Bot. Club 30: 652 (1903).
- Heliconia standleyi J.F.Macbr., Publ. Field Mus. Nat. Hist., Bot. Ser. 11: 48 (1931).
- Heliconia stella-maris Abalo & G.Morales, Phytologia 54: 432 (1983).
- Heliconia stilesii W.J.Kress, Brenesia 19-20: 202 (1982).
- Heliconia stricta Huber, Bol. Mus. Goeldi Hist. Nat. Ethnogr. 4: 543 (1906).
- Heliconia subulata Ruiz & Pav., Fl. Peruv. 3: 70 (1802).
- Heliconia sucrei Barreiros, Bol. Mus. Bot. Kuhlmann 8: 6 (1985).
- Heliconia tacarcunae L.Andersson, Opera Bot. 82: 113 (1985).
- Heliconia talamancana G.S.Daniels & F.G.Stiles, Brenesia 15(Supl.): 42 (1979).
- Heliconia tandayapensis Abalo & G.Morales, Phytologia 52: 408 (1983).
- Heliconia tenebrosa J.F.Macbr., Publ. Field Mus. Nat. Hist., Bot. Ser. 11: 48 (1931).
- Heliconia terciopela W.J.Kress & Betancur, Caldasia 17: 190 (1993).
- Heliconia thomasiana W.J.Kress, Selbyana 9: 156 (1986).
- Heliconia timothei L.Andersson, Opera Bot. 82: 66 (1985).
- Heliconia titanum W.J.Kress & Betancur, Caldasia 17: 192 (1993).
- Heliconia tortuosa Griggs, Bull. Torrey Bot. Club 30: 650 (1903).
- Heliconia trichocarpa G.S.Daniels & F.G.Stiles, Brenesia 15(Supl.): 44 (1979).
- Heliconia tridentata Barreiros, Rodriguésia 28: 131 (1976).
- Heliconia triflora Barreiros, Rodriguésia 26: 128 (1971).
- Heliconia umbrophila G.S.Daniels & F.G.Stiles, Brenesia 15(Supl.): 45 (1979).
- Heliconia uxpanapensis C.Gut.Báez, Biótica 12: 149 (1987).
- Heliconia vaginalis Benth., Bot. Voy. Sulphur: 171 (1846).
- Heliconia vellerigera Poepp., Reise Chile 2: 295 (1836).
- Heliconia velutina L.Andersson, Opera Bot. 82: 81 (1985).
- Heliconia venusta Abalo & G.Morales, Phytologia 51: 60 (1982).
- Heliconia villosa Klotzsch, Linnaea 20: 463 (1847).
- Heliconia virginalis Abalo & G.Morales, Phytologia 52: 410 (1983).
- Heliconia zebrina Plowman, W.J.Kress & H.Kenn., Baileya 21: 151 (1982).
- Heliconia wagneriana Petersen in C.F.P.von Martius & auct. suc. (eds.), Fl. Bras. 3(3): 13 (1896).
- Heliconia willisiana Abalo & G.Morales, Phytologia 52: 412 (1983).
- Heliconia wilsonii G.S.Daniels & F.G.Stiles, Brenesia 15(Supl.): 46 (1979).
- Heliconia xanthovillosa W.J.Kress, J. Arnold Arbor. 62: 253 (1981).